# Edificio Fort y Landecho
El Edificio Fort y Landecho es una construcción modernista que alberga la sede del Ateneo Artístico, Científico y Literario de Madrid y está ubicado en la calle del Prado, 21 de Madrid. Fue construido en 1884 por los arquitectos Enrique Fort y Luis de Landecho, de los que toma su nombre.

## Historia

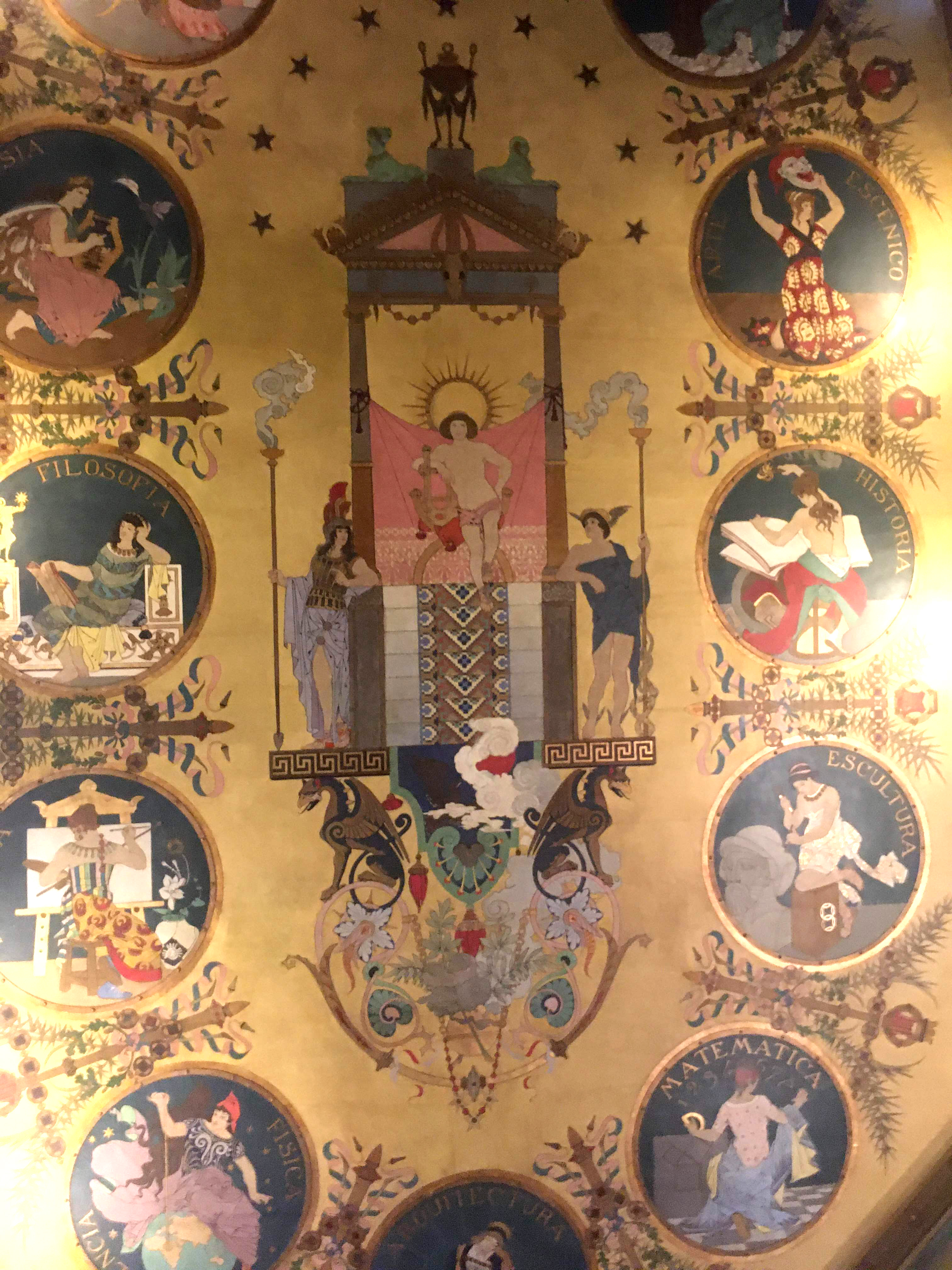
Techo del Salón de Actos del Ateneo

El Ateneo es una institución cultural que fue creada por intelectuales y científicos liberales en 1820. El Ateneo pasó por distintas sedes: el palacio de Abrantes, la calle Carretas, plaza del Ángel y la calle Montera, hasta su ubicación definitiva en la calle del Prado, 21. Antonio Cánovas del Castillo inauguró esta sede en 1884, con un famoso discurso al que acudieron los Reyes de España.
El edificio es de estilo modernista, con diseño de los arquitectos Enrique Fort y Luis Landecho. La decoración del interior corrió a cargo del artisita Arturo Mélida y Alinari cuyas aportaciones más destacadas son las pinturas de estilo neogriego en el Salón de Actos y en el Salón Inglés.
El edificio tiene una fachada muy estrecha, en la que podemos observar tres medallones en los que se recogen en relieve los retratos de Alfonso X el Sabio, Cervantes y Velázquez, pero no hace honor a la amplitud interior del edificio, donde se encuentran numerosas estancias como los salones de lectura, el salón de conferencias o el gran salón de actos con decoración neogriega.

## Salón de actos
En el salón de actos podemos encontrar numerosas referencias masónicas. En su techo, un fresco de la mano del pintor Arturo Mélida y Alinari apreciamos símbolos masónicos: columnas y triángulos que remiten al credo de las logias: libertad, igualdad, fraternidad.
Hay tres figuras que hacen referencia a la sabiduría, la fuerza y la belleza. Observamos una escalera de siete peldaños, que simbolizan las siete virtudes a las que debe aspirar el buen masón.

## La Galería de Retratos
En el año 2008, coincidiendo con el 140 aniversario de la creación de la Galería de Retratos del Ateneo, se han comenzado a restaurar los lienzos que la componen. La actuación ha sido promovida por la Consejería de Cultura y Turismo de la Comunidad de Madrid. Se trata de un conjunto de excepcional valor artístico que reúne obras de destacados artistas de la pintura española de los siglos XIX y XX. Consta de 108 lienzos de pintores como Emilio Sala Francés, Ricardo y Federico Madrazo, Wilfredo Lam, Ferdinand Rouzé, Manuel Arroyo y Lorenzo, Álvaro Delgado y Jaume Mercadé, entre otros. En los primeros trabajos, se ha detectado el repinte de numerosas obras que, al ser retirado, ha dejado a la luz una serie de símbolos masónicos.